# Чергинский хребет
Черги́нский хребет — горный хребет на северо-западе Алтайских гор, на территории Алтайского края и Республики Алтай. Водораздел рек Песчаная и Сема.
Длина хребта около 120 (около 100) км. Сложен песчаниками и сланцами. На склонах — луговые степи и сосновые боры, выше — горная лиственничная и кедрово-пихтовая тайга. Максимальная высота — 2014 (2009, до 1819) метров.